# Adelövs distrikt
Adelövs distrikt är ett distrikt i Tranås kommun och Jönköpings län. 
Distriktet ligger i västra delen av kommunen. 

## Tidigare administrativ tillhörighet
Distriktet inrättades 2016 och utgörs av en del av området Tranås stad omfattade till 1971, delen som före 1967 utgjorde socknen Adelöv.
Området motsvarar den omfattning Adelövs församling hade vid årsskiftet 1999/2000.